# Giovanni Scalzo
Pour les articles homonymes, voir Scalzo.
Giovanni Scalzo (né le 17 mars 1959 à Messine) est un sabreur italien.

## Biographie
Giovanni Scalzo dispute quatre éditions des Jeux olympiques, de 1980 à 1992. En 1980 à Moscou, il est médaillé d'argent de sabre par équipe avec Michele Maffei, Marco Romano, Mario Aldo Montano et Ferdinando Meglio. Il est sacré champion olympique par équipe en 1984 à Los Angeles (avec Ferdinando Meglio, Marco Marin, Gianfranco Dalla Barba et Angelo Arcidiacono). Il est médaillé de bronze par équipe en 1988 à Séoul (avec Marco Marin, Gianfranco Dalla Barba, Ferdinando Meglio et Massimo Cavaliere) ainsi qu'en individuel.